# Fluyt
Il fluyt (flœt:), anche fluit o flute (es. filibote), è un tipo di veliero originariamente creato e pensato per il trasporto marittimo. Originario dei Paesi Bassi nel XVI secolo, il vascello era progettato per facilitare il viaggio transoceanico con la massima capienza. La nave era economica in modo da poter essere costruita in gran numero; solitamente trasportava dai 12 ai 15 cannoni, ma rimaneva comunque un facile bersaglio per i pirati. Tuttavia, il fluyt fu un fattore significativo nel XVII secolo per la crescita dell'impero olandese.

## Design della nave
Il design dei fluyt standard minimizzava o annullava completamente l'armamento per ampliare al massimo la capacità di carico. Allo stesso tempo rendeva particolare la nave ornandola d'oro e di mosaici. Questa nave era accreditata nei Paesi Bassi per il commercio internazionale e venne largamente usata dalla Compagnia Olandese delle Indie Orientali nel XVII e XVIII secolo. Tuttavia, era tale la popolarità dell'affidabile (ed economico) fluyt che vennero presto realizzati progetti simili da nazioni rivali dell'Olanda: l'Impero spagnolo se ne servì ampiamente, mentre gli inglesi iniziarono a produrre fluyt nel tardo XVII secolo dopo il grande successo riscosso dai legni sottratti agli olandesi durante le guerre anglo-olandesi (i mercanti inglesi, almeno per tutto il Seicento, ricorsero spesso anche al nolo di fluyt prodotti in Olanda).
Il design dei fluyt era molto simile a quello dei primi galeoni.

Queste navi pesavano tipicamente sulle 200-300 tonnellate ed erano lunghe approssimativamente 80 piedi di lunghezza. La forma a pera e la chiglia piatta della nave servivano per stipare la maggior parte del carico (500-600 tonnellate) sotto la linea di galleggiamento. In parte, questo design era un metodo per evitare le alte tasse dei danesi nel passaggio di Øresund, dal momento che questi ritenevano la linea di galleggiamento il termine della stiva principale. Il fluyt aveva due o tre alberi con vele quadre. Gli alberi erano molto più grandi di quelli dei galeoni per permettere una maggiore velocità. A quei tempi i fluyt venivano anche armati e servivano come navi da scorta o ausiliarie, il che era pratica comune nel Baltico.